# Branislav Trnkócy
Branislav Trnkócy (* 30. května 1951) je bývalý český politik, po sametové revoluci československý poslanec Sněmovny lidu Federálního shromáždění za formaci Sdružení pro republiku - Republikánská strana Československa (republikáni).

## Biografie
Ve volbách roku 1992 byl za SPR-RSČ zvolen do Sněmovny lidu (volební obvod Jihomoravský kraj). Ve Federálním shromáždění setrval do zániku Československa v prosinci 1992. V živnostenském rejstříku se uvádí bytem Brno.